# 井上麻生
井上 麻生（いのうえ まお、1997年1月28日 - ）は、日本の男性プロレスラー。リングネームはMAO（まお）。DDTプロレスリング所属。宮城県大崎市出身。血液型O型。

## 経歴
入門前
- 中学1年の時に、深夜に放送されていたプロレスに出会い、YouTubeに「中学生プロレス技やってみた」という動画を配信し始める。この動画が後に高木三四郎の目にとまる。

2013年
- ビアガーデンプロレスに手伝いとして参加。

2014年
- 入門に際しての面談にて、異例のプロテスト免除での入門。

2015年
- 8月3日　DNAビアガーデンプロレスにてDDT両国国技館大会でのデビューが発表。
- 8月23日　「両国ピーターパン2015〜DDTより愛をこめて～」（両国国技館）にてデビュー。（ヤス・ウラノ&彰人&中津良太 vs 梅田公太&井上麻生&渡瀬瑞基）
- 9月22日　DNA新宿FACE大会にて、先輩である勝俣瞬馬と対戦、デビュー2戦目にして勝利を挙げる。
- 11月28日　DDT大阪府立体育会館大会にて両側下顎骨骨折、全治3ヵ月と診断され欠場に入る。

2016年
- 3月21日　「両国ピーターパン2016～世界でいちばん熱い夏～」（両国国技館）にて復帰。
- 5月29日　大石真翔、勝俣瞬馬とともにアイドルユニット「NωA」を結成することを命ぜられる[1]。
- 6月26日　リングネームをMAOに改名[2]。

2017年
- NωAが解散発表。翌年1月で正式に解散。以降はマイク・ベイリーとMoonlightExpressとして共闘。

2018年
- 3月2日　「新木場、いきまーす!!」（新木場1stRING）でのエニウェアフォール5Wayマッチ～特別ルールにて、高木三四郎を試合中に社用車で撥ねる。（高木三四郎 vs 高尾蒼馬 vs MAO vs 阿部史典 vs 中邑珍輔）
- 7月2日　「DDT LIVE！ マジ卍 #10」（新木場1stRING）での「夏のやばたにえんスペシャル！エニウェアフォール4WAYマッチ」にて、解説の高木三四郎を試合中に社用車で撥ねる。（竹下幸之介 vs 樋口和貞 vs MAO vs 竹田誠志）

2019年
- 9月　ZERO1「第16回天下一Jr.トーナメント」に出場。1回戦でヒデ久保田に勝利するも、インフルエンザ感染に伴い2回戦は不戦敗となりトーナメント敗退。
- 10月23日から12月までイギリス遠征を行う。

2020年
- 2月23日　「Into The Fight 2020」（後楽園ホール）において、KO-D無差別級王座に初挑戦。【王者】田中将斗に、スライディングDからの片エビ固め（21分49秒）で敗れ、王座戴冠ならず。
- 3月11日　「DDT LIVE！不要不急の路上電流爆破プロレス”in さいたまスーパーアリーナ」（さいたまスーパーアリーナ）にて、高木三四郎を試合中に社用車で撥ねる。
- 6月20日　「DDT TV SHOW！#7」（新宿FACE）でのアイアンマンヘビーメタル級選手権時間差入場バトルロイヤルにて、左膝内側側副靱帯を損傷し欠場に入る[3]。
- 11月3日　「Ultimate Party 2020」（大田区総合体育館）でのMAO復帰戦 vs 勝俣瞬馬で復帰。（7分51秒、マリーンズ・トルネード・スプラッシュからの片エビ固めで勝利）
- 11月8日　「DDT TV SHOW #11」（DDT TV SHOWスタジオ）で、「DDT UNIVERSAL王座」に挑戦。【王者】上野勇希に13分13秒、WRからの片エビ固めで敗れ、王座戴冠ならず。
- 11月9日　「まっする3Ⅱ～必殺技大乱発～」（後楽園ホール）にてパイプ椅子男子「ハーマンミラー・マオ」として、念願のまっするメイツ入り。

2022年
- 3月20日　「Judgement2022～DDT旗揚げ25周年記念大会～」（両国国技館）において、「DDT UNIVERSAL王座」に挑戦。【王者】佐々木大輔からスーパーみちのくドライバーⅡからの片エビ固め（19分56秒）で勝利し、第6代チャンピオンに。
- 3月27日　「Day dream Believer 2022」（後楽園ホール）において、「DDT UNIVERSAL王座」防衛戦。【挑戦者】中澤マイケルからスーパーみちのくドライバーⅡからの片エビ固め（9分26秒）で勝利し、初防衛に成功。
- 5月1日　「MEGA MAX BUMP 2022 in YOKOHAMA」（横浜武道館）において、「DDT UNIVERSAL王座」防衛戦。【挑戦者】朱崇花からキャノンボール450°からの体固め（13分51秒）で勝利し、2度目の防衛に成功。
- 5月22日　「Audience 2022」（後楽園ホール）において【王者組】クリス・ブルックス＆高梨将弘（CDK）が持つ「KO-Dタッグ王座」に朱崇花とのタッグで挑戦。クリス・ブルックスに大阪臨海アッパーからの片エビ固め（14分8秒）で勝利し、第74代チャンピオンに。
- 6月1日　「What are you doing 2022」（後楽園ホール）において、「DDT UNIVERSAL王座」防衛戦。【挑戦者】高梨将弘にタカタニックからの片エビ固め（20分48秒）で破れ、3度目の防衛に失敗。
- 6月25日　「DRAMATIC DREAM TOUR 2022 in YOKOHAMA」（横浜ラジアントホール）において、【王者組】ポイズン澤田JULIE＆佐々木貴＆ GENTARO＆MIKAMI＆タノムサク鳥羽 with ナオミ・スーザンが持つ「KO-D10人タッグ王座」に挑戦。【挑戦者組】MAO＆上野勇希＆勝俣瞬馬＆小嶋斗偉＆青木真也　小嶋斗偉がタノムサク鳥羽を三角締め（19分38秒）で勝利し、第8代チャンピオンに。
- 7月24日　「Summer Vacation 2022」（後楽園ホール）において、「KO-Dタッグ王座」防衛戦。【挑戦者組】樋口和貞＆吉村直巳（ハリマオ）　MAOが樋口和貞にブレーンクロー・スラムからのエビ固め（20分7秒）で敗れ、防衛に失敗。

2023年
- 1月3日　「初夢2023」（後楽園ホール）において、クリス・ブルックス＆高梨将弘との第76代KO-Dタッグ王座決定戦へ勝俣瞬馬とのタッグ（しゅんまお）で挑戦。MAOが高梨将弘から俺たちのまっどまっくすからのエビ固め（19分2秒）で勝利し、第76代チャンピオンに。
- 3月1日　「ジュニア夢の祭典 〜ALL STAR Jr. FESTIVAL 2023～」の第2試合に、木髙イサミとのタッグで出場。（vs怨霊とSHO）9分43秒、SHOの反則によりMAOが勝利。[4]。
- 5月3日　「MEGA MAX BUMP 2023 in YOKOHAMA」（横浜武道館）において、「DDT UNIVERSAL王座」に挑戦。【王者】遠藤哲哉にテツヤ・イン・ザ・スカイからの片エビ固め（19分17秒）で敗れ、王座戴冠ならず。
- 11月12日　「Ultimate Party 2023」（両国国技館）において、「DDT UNIVERSAL王座」に挑戦。【王者】マット・カルドナから雪崩式ラフライダー・オン・ザ・プラケースからの片エビ固め（16分50秒）で勝利し、第12代チャンピオンに。

2024年
- 5月26日「KING OF DDT～20th Anniversary」（後楽園ホール）において、KING OF DDTトーナメントの決勝戦に進出。佐々木大輔よりキャノンボール450°からの片エビ固め（23分45秒）で勝利し、初優勝。
- 9月8日「友情、努力、勝利 in NAGOYA 2024」（名古屋国際会議場イベントホール）での11度目のDDT UNIVERSAL王座防衛直後、【挑戦者】飯野雄貴によるいつでもどこでも挑戦権使用の「DDT UNIVERSAL王座」防衛戦。飯野にスピアからの片エビ固め（1分10秒）で敗れ、12度目の防衛に失敗。
- 9月20日「Dramatic DENSHI Ticket in SHINJUKU」（新宿FACE）において【王者組】クリス・ブルックス＆正田壮史が持つ「KO-Dタッグ王座」に勝俣瞬馬とのタッグ（しゅんまお）で挑戦。正田壮史にディックキラー（21分36秒）で勝利し、第84代チャンピオンに。
- 10月20日「God Bless DDT 2024」（後楽園ホール）にて高尾蒼馬を破りいつでも挑戦権を獲得。同大会にていつでもどこでも挑戦権を使用し「DDT UNIVERSAL王座」選手権試合へ挑む。【王者】飯野雄貴に居合いキックからの体固め（5分24秒）で勝利、第14代チャンピオンに。
- 12月28日　「Ultimate Party 2024」（両国国技館）において、第85代KO-Dタッグ王座決定戦へTo-yと挑戦。【挑戦者】高鹿佑也からコジマインパクト（24分17秒）でTo-yが勝利し、第85代チャンピオンに。

2025年
- 「やれる事はやり尽くした」と3月29日をもってThe37KAMIINAを脱退。4月6日ハンディキャップマッチに敗れリンチされているKANONを救出しSTRANGE LOVE CONNECTIONを結成。
- 5月、かねてより出場を希望していた新日本プロレス「BEST OF THE SUPER Jr. 32」に出場。DDTでの自由なスタイルをそのまま新日本に持ち込むことで新日本ファンの間で賛否両論となる[5]。Bブロックを6勝3敗・勝ち点12の1位タイで終えるも同点のYOH、エル・デスペラードにいずれも直接対決で敗れていたため敗退（優勝決定戦にはYOHが進出）。

## 得意技
- キャノンボール450°
- みちのくドライバーI
- みちのくドライバーII
- 居合いキック

- チリドライバー

コルバタから移行する変形ツームストーン・パイルドライバー。
- ハリウッド・スター・プレス
- マリーンズ・トルネード・スプラッシュ

スワンダイブ式フェニックス・スプラッシュ。元は2代目マリーンズマスクの技。
- 払腰

その場式を用いることが多い。
- サイドエフェクト
- 変形逆打ち

かがんだ相手の横から片足と片腕を絡ませ、もう片足をついた状態から踏み切って横回転することで相手を後方回転させて後頭部を叩きつけ、十字架固めの形でフォールする。
- 旋風脚
- 竜巻旋風脚

スクリューハイキック。
- 大阪臨海アッパー

ランニング式掌底アッパー。開発者のスペル・デルフィン公認。
- 洗濯バサミ

矢野卓見より伝授。
- モモ☆ラッチ

抗争を繰り広げていた高木三四郎のシットダウンひまわりボム対策として使用。
- ジャックナイフ式エビ固め

この技でHARASHIMAからシングルで初勝利を上げた。
- ビヨーン

相手にロープに振られた反動を使ってのドロップキック。「残念でしたー！」と言いつつ放つ。
- じゃんけん

ナックル（グー）が反則なのでフィストドロップ等のナックル技をチョキで行う。サミングと判定されるので結果反則である。
- ウルトラ・ビッグ・トーン

コーナーのセカンドロープ上でドラゴンスリーパーを仕掛け、リングに飛び込みつつ相手を逆上がりの方向に回転させ顔面から落とす雪崩式のフェイス・バスター。技名は2025年1月にMAOが須見和馬とのシングルマッチの結果を生成AIに予想させたときに出力された架空の技名から。
- トレント・セブンパンチ

あっ！と言いながら何も無い方向を指差し、相手が釣られたところをビンタまたはグーで殴る。厳密に言えば反則である。
・スリングブレイド  棚橋弘至から継承

### マイク・ベイリーとのタッグ（MoonlightExpress）での合体技
- みちのくトルネード・ドライバー

相手の右側からベイリー、左側からMAOが相手の足を掴みつつ尻を肩に乗せた形で担ぎ、相手の首を捕らえながら前屈みの状態にし、シットダウンしつつ二人の間に相手を垂直気味にマットに叩きつける。
- わるふざけ

コーナートップから場外に向けてベイリーと肩を組んで飛ぶケブラーダ。
- スカイラブハリケーン

ロープに逆立ちで寄りかかったベイリーの足を踏み台にして放つミサイルキック。
まれにキャノンボール450°や原典通りのダイビングヘッドバットで行われることもある。

## タイトル歴
DDTプロレスリング
- DDT UNIVERSAL王座（第6代、第12代、第14代）
- KO-Dタッグ王座（第65代、第74代、第76代、第84代、第85代）（パートナーはマイク・ベイリー→朱崇花→勝俣瞬馬→勝俣瞬馬→To-y）
- KO-D6人タッグ王座（第29代）（パートナーは大石真翔、勝俣瞬馬）
- KO-D10人タッグ王座（第8代）（パートナーは勝俣瞬馬、上野勇希、小嶋斗偉、青木真也）
- アイアンマンヘビーメタル級王座（第1291代、第1359代、第1528代、第1567代、第1577代、第1581代、第1595代、第1641代）
- KING OF DDTトーナメント 優勝（2024年）

KAIENTAI DOJO
- STRONGEST-K TAG王座（第40代）（パートナーはマイク・ベイリー）

RPW
- SWEタッグ王座（第23代）（パートナーはマイク・ベイリー）

Banger Zone Wrestling
- BZWタッグ王座（第6代）(パートナーはヨシヒコ)[7]

SWS学生プロレス
- SWSハードコアベルト（第167代）

## 入場曲
- HOTVOX ／ HOTVOX - 現入場曲
- a pipe hope feat.CCO ／ HOTVOX
- The Downfall of Us All ／ A Day To Remember

## 出演

### テレビ
- B2takes!TV「チカメンですけど何か?」（TOKYOMX2） 2017年4月30日、5月7日
- OH!バンデス　バンデス記者「イケメンレスラーMAOの里帰りに密着」（宮城テレビ） 2018年11月7日
- 二ノさん「二宮和也と10人の偏り人『プロレス大好き女子』イチオシのイケメンプロレスラー」（日本テレビ） 2020年1月12日
- 警視庁ゼロ係〜生活安全課なんでも相談室〜 第5シリーズ（テレビ東京[8]）　#6　2021年6月4日　吉本勤 役
- 木に梨はなる ～頭の中の大宇宙（WOWOW） #1　2021年6月14日　／　#2　2021年6月28日
- TBSテレビ「マツコの知らない世界」 『絶景でととのう!サウナ旅の世界』プレゼンター 2022年6月21日　／　『冬サウナの世界』プレゼンター 2024年1月23日

### ラジオ
- プロレスの時間（仙台シティエフエム） 2021年5月13日、2021年8月12日、2023年11月9日

### 舞台
- DDTドラマティックドリームシアターDNA組「櫻農カプリチオ～櫻ヶ丘農業高等学校狂想曲～」（2018年7月5日 - 7日、東京・千本桜ホール） - 犬塚諒役

### CM
- ザ★ハンバーグ「家で食えたらいいよなぁ〜篇」「たまらんぞ篇」（2021年10月、味の素冷凍食品）[9]